# أوين إم. بيجلي
أوين إم. بيجلي هو سياسي أمريكي، ولد في 16 مايو 1906، وتوفي في 24 سبتمبر 1981. نشط حزبياً في الحزب الديمقراطي. وقد انتخب عضو مجلس ولاية نيويورك ‏.